# Tajemství řeči
Tajemství řeči je československý televizní pořad o češtině, psaném i mluveném slovu, který byl původně zamýšlen jako dvacetidílný seriál scenáristy, režiséra, dramaturga a herce Karla Pecha. Československá televize jej začala vysílat na jaře roku 1969 o sobotách ve vysílacích časech kolem 20.15 hodiny. Nakonec bylo odvysíláno jen 16 typicky asi deseti až patnáctiminutových epizod, na nichž spolupracovali různí odborní pracovníci Ústavu pro jazyk český Československé akademie věd (ÚJČ ČSAV) pod vedením Miloslavy Knappové. První díl byl odvysílán 15. února 1969, poslední díl 14. června 1969.

## Popis
Jednalo se o svého druhu ojedinělý pokus Československé televize o seriál zaměřený na mateřský jazyk, který tematicky navazoval na předchozí experiment z let 1963 až 1964. Tehdy se jednalo o pětiminutová okénka o češtině uváděná jednou za 14 dní vždy na konci zpravodajské relace Televizní noviny. Tyto krátké pasáže ale proběhly bez většího diváckého ohlasu. Inspirací pro Tajemství řeči byly jistě i pravidelné relace (mající formu besed) maďarské televize nazvané Ptejte se, jazykovědec odpovídá, kde na dotazy diváků vždy k určité jazykové problematice maďarštiny odpovídali vybraní odborníci.
Cílem seriálu Tajemství řeči bylo přístupnou, zábavnou a přitažlivou formou prohloubit a rozšířit znalosti diváků o češtině. S myšlenkou zábavné formy přišel herec a režisér Karel Pech; jednotlivé díly seriálu se opíraly o redakční spolupráci s různými pracovníky Ústavu pro jazyk český ČSAV; spoluprací s televizí za ÚJČ byla pověřena Miloslava Knappová.
Maximální ohlas divácké obce získaly ty díly seriálu Tajemství řeči, které se dotýkaly běžné každodenní jazykové praxe a obsahovaly současně i nějaké poučení (nebo návod). Kladně byla hodnocena přístupná, vtipná a přitažlivá forma jednotlivých epizod. Pořad vyprovokoval silnou korespondenční odezvu diváků. Jejich dotazy a připomínky byly Československou televizí předávány k vyřízení do ÚJČ. Autenticita projevu Karla Pecha vzbudila v některých divácích falešný dojem, že on je pracovníkem Ústavu pro jazyk český a jako takový je i tvůrcem textů pořadu jako celku. Obdobný, velmi živý ohlas veřejnosti vzbudil i Jazykový koutek Československého rozhlasu za redakce českého bohemisty profesora Aloise Jedličky, jenž byl vysílán původně denně od roku 1946.

## Seznam dílů
- Úvodní díl byl zaměřený na funkční tvoření pojmenování zakončených na příponu –ex (prof. PhDr. František Daneš, DrSc., tehdejší ředitel Ústavu pro jazyk český ČSAV[2])[1] Premiéra: 15. února 1969.[2]
- V čem bydlí špaček (Špaček) – Marie Racková[pozn. 1] (zaměřeno dialektologicky, pestrost češtiny demonstrovaná na variantách regionálních výrazů pro ptačí budku);[1][4] Premiéra: 5. dubna 1969.[4]
- Věrný druh (Pes) („pes“ – různé významy a odvozeniny tohoto slova i četných spojení, ve kterých se objevuje[4]) – PhDr. Miloslav Churavý;[1] Premiéra: 12. dubna 1969.[4]
- Umíme se vyjadřovat? (Vyjadřování) – PhDr. Miloslava Knappová, CSc. (zaměřeno na problematiku s předáváním a sdělování informací a na jazykovou kulturu a výchovu);[1] Premiéra: 19. dubna 1969.[4]
- Pryč s cizími slovy? – PhDr. Miloslava Knappová, CSc. (o aktuálním problému užívání přejatých slov v češtině; jazykoví puristé a převzatá slova);[1] Premiéra: 3. května 1969.[4]
- Čeština v uniformě – (autorem byl PhDr. Karel Richter, CSc. z ministerstva národní obrany); o vojenské mluvě a některých slovech, která dala čeština světu;[1] Premiéra: 10. května 1969.[4]
- Malý Démosthenes (Demosthenes) – Dr. Antonín Tejnor (díl poukazující na různé řečnické vady a nedostatky; řečnické umění a chyby při vystupování na veřejnosti);[1] Premiéra: 17. května 1969.[4]
- Pošta Tajemství řeči (Pošta) (odpovědna na dopisy a dotazy televizních diváků; příklady prohřešků proti češtině v novinách a v názvech některých výrobků)[1] Premiéra: 24. května 1969.[4]
- Šišlání – Ve spolupráci s Logopedickým ústavem byl vytvořen díl pojednávající o odstraňování některých výslovnostních vad.[1] (Vady řeči a jejich odstraňování. Návštěva foniatrického oddělení a nácvik výslovnosti písmene Ř.); Premiéra: 31. května 1969.[4]
- Jazyk v číslech (Čísla) – PhDr. Marie Těšitelová, DrSc. (o významu kvantitativní lingvistiky; kolik slov má čeština? Nejčastěji užívaná slova v běžné komunikaci.)[1] Premiéra: 7. června 1969.[4]
- Od tura k Turkovi – Slavomír Utěšený[1][pozn. 2]
- Vybledlé metafory (podstata a funkce metafory) – PhDr. Běla Poštolková, CSc.[1][pozn. 3]
- O původu jména Brno (zaměřeno etymologicky)[1]
- Jak vzniklo slovo bambula – Prof. PhDr. Jan Chloupek, DrSc. (zaměřeno etymologicky)[1]
- Také zdrobňujete? (zaměřeno na jazykovou kulturu a výchovu)[1]
- Křestní jméno, prosím (zaměřeno na jazykovou kulturu a výchovu)[1]